# 土気町
土気町（とけまち）とは、千葉県山武郡にかつて存在した町である。
現在の千葉市緑区の東部に位置している。

## 沿革
- 1889年（明治22年）4月1日 - 町村制施行により、土気町、大椎村、大木戸村、小山村、越智村、高津戸村、上大和田村、下大和田村、小食土村、板倉村の一部が合併し、山辺郡土気本郷町（とけほんごうまち）が発足。
- 1897年（明治30年）4月1日 - 山辺郡、武射郡が統合して山武郡が発足。山武郡土気本郷町になる。
- 1939年（昭和14年）4月1日 - 土気本郷町が土気町に改称。
- 1963年（昭和38年）5月1日 - 市原郡市津町の一部（板倉）を編入。
- 1969年（昭和44年）7月15日 - 千葉市に編入。同日土気町廃止。
- 1992年（平成4年）4月1日 - 千葉市の政令指定都市移行に伴い、旧町域が緑区の一部となる。

## 交通

### 鉄道
- 国鉄（現JR東日本）
  - 房総東線（現外房線）：土気駅

## 備考
- 千葉市に編入された後も、衆議院の選挙区は千葉県第1区ではなく、千葉県第3区であった。なお、1994年の小選挙区比例代表並立制への移行に伴い、旧土気町を含む緑区全域は千葉県第3区である。
- 旧市外局番は、04757（のち0472-94〜5→043-294〜5）。政令市施行までの郵便番号は、299-31（現・267-0051〜67）だった。
- 土気城跡